# Rudolf Anthoni
Rudolf Anthoni, född Fride Rudolf Edvard Antoni 2 juni 1886 i Stockholm, död augusti 1938 i Stockholm, var en svensk regissör och överstelöjtnant.

## Regi och filmmanus
- 1924 – Carl XII:s kurir